# Christinendorf
Christinendorf ist ein Ortsteil der Stadt Trebbin (Landkreis Teltow-Fläming, Brandenburg). Bis zur Eingliederung im Jahr 1997 nach Thyrow war Christinendorf eine selbständige Gemeinde. Thyrow (einschließlich seiner Ortsteile Christinendorf, Märkisch Wilmersdorf und Großbeuthen) wurde 2003 per Gesetz in die Stadt Trebbin eingegliedert. Der Ort gehörte im Mittelalter zur Herrschaft Zossen.

## Geographische Lage
Christinendorf liegt im östlichen Teil des Gebiets der Stadt Trebbin. Der Ort grenzt im Norden an Märkisch Wilmersdorf (ebenfalls ein Ortsteil der Stadt Trebbin), im Nordosten an Nunsdorf (Ortsteil der Stadt Zossen), im Osten an Gadsdorf (Ortsteil der Gemeinde Am Mellensee), im Süden an Lüdersdorf, im Südwesten an Klein Schulzendorf (beides Ortsteile von Trebbin) und im Westen an das Gebiet der Kernstadt Trebbin.
Durch Christinendorf hindurch führt die B 246. Darüber hinaus gibt es Verbindungsstraßen in Richtung Lüdersdorf, Klein Schulzendorf und Märkisch Wilmersdorf.
Viele landwirtschaftliche Nutzflächen rund um das Dorf werden von Entwässerungsgräben durchzogen. Östlich von Christinendorf schirmen der Hohe Plan und der Zwergberg den Ort nach Lüdersdorf und Gadsdorf ab.
Bevölkerungsentwicklung von 1583 bis 2006 (bis 1971 aus dem Historischen Ortslexikon, ab 1981 aus dem Historischen Gemeindeverzeichnis)
| Jahr | Einwohner                          |
| ---- | ---------------------------------- |
| 1583 | ca. 80–100 (12 Bauern, 7 Kossäten) |
| 1734 | 153                                |
| 1772 | 202                                |
| 1801 | 237                                |
| 1817 | 141                                |
| 1840 | 233                                |
| 1858 | 278                                |
| 1895 | 312                                |
| 1925 | 317                                |
| 1939 | 297                                |
| 1946 | 409                                |
| 1964 | 300                                |
| 1971 | 299                                |
| 1981 | 268                                |
| 1991 | 244                                |
| 1996 | 241                                |
| 2006 | 199                                |

## Geschichte

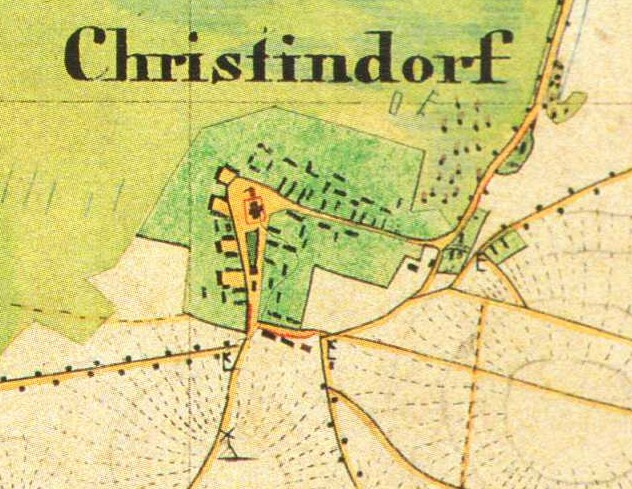
Christinendorf auf dem Urmesstischblatt von 1840

Christinendorf ist nach seiner ursprünglichen Dorfstruktur ein Winkelangerdorf und wurde Landbuch Karls IV. von 1375 erstmals urkundlich erwähnt. Das früher genannte Ersterwähnungsdatum 1346 beruht auf einer falsch datierten Urkunde. Der Ortsname ist vom männlichen Personennamen Christian, niederdeutsch Kersten oder Kerstyn abgeleitet (1375 als Kerstynendorf). Die Deutung von Gerhard Schlimpert, der den Ortsnamen vom weiblichen Namen Christine ableitet, ist ein Missgriff. 1583 im Erbregister des Amtes Zossen ist die Schreibweise „Christindorff“ zu finden.
1375 mussten sechs Einwohner von Christinendorf zusammen 2 Urnen Honig an die Burg Trebbin liefern. Das Dorf selber wurde nicht beschrieben, da es zur Herrschaft Zossen gehörte. 1545 wohnten im Dorf der Lehnschulze, elf Bauern, sechs Kossäten, ein Hirte, ein Schmied und der (Wind-)Müller. Die Mühle stand südlich des Dorfes auf einem kleinen Hügel. Nach dem Erbregister des Amtes Zossen von 1583 hatte der Lehnschulze 4 Hufen, der Krüger hatte ebenfalls 4 Hufen, 10 Bauern bewirtschafteten 3 Hufen, die Kirche hatte 2 Freihufen, d. h. von Abgaben freie Hufen. Die Hufen maßen jeweils etwa 10 Morgen 158 Quadratruten (ungefähr 4,5 ha). Außerdem waren sieben Kossäten, dazu zählte auch der Windmüller, im Dorf ansässig, die jeweils ein bis fünf Morgen Acker hatten. Es gab einen „wesentlichen Pfarrhof“ und einen Küster. Die Bevölkerungsverluste im Dreißigjährigen Krieg waren in Christinendorf nicht ganz so gravierend wie in anderen Dörfern der näheren Umgebung. 1652 waren bereits wieder 11 Bauern aber nur zwei Kossäten im Dorf wohnhaft. 1711 waren wieder alle Bauernhöfe besetzt, aber nur vier der ursprünglich sieben Kossätenstellen. Allerdings wurde nun der Müller separat gerechnet, außerdem wird ein Laufschmied, ein Hirte und ein Knecht erwähnt. 1745 wird lapidar 12 Bauern, 7 Kossäten, eine Windmühle und ein Krug aufgezählt. 1771 werden 16 Giebel (= Häuser) genannt und eine private Windmühle. 1801 sind es 31 Feuerstellen (= Haushaltungen). 1840 war der Ort bereits auf 32 Wohnhäusern angewachsen. 1858 beschäftigten die 17 Hofeigentümer 51 Knechte und Mägde. Es gab 27 nebengewerbliche Landwirte und 10 Arbeiter im Ort. 1860 wurden 3 öffentliche, 45 Wohn- und 73 Wirtschaftsgebäude (darunter eine Getreidemühle) gezählt. 1900 standen im Ort 55 Häuser, 1931 58 Häuser. In den 1930er Jahren stand im östlichen Gemarkungsteil eine Kunststeinfabrik. 1945 wurden im Rahmen der Bodenreform 13 ha enteignet und in Volkseigentum übernommen. 1960 wurde eine Landwirtschaftliche Produktionsgenossenschaft (LPG) vom Typ I gegründet, die 1961 78 Mitglieder hatte und 478 ha Nutzfläche bewirtschaftete. Seit 1969 wurde die LPG in den Typ III überführt.

### Politische Geschichte
Der Ort gehörte im Mittelalter zur Herrschaft Zossen, die nach dem Erwerb durch den brandenburgischen Kurfürsten Johann Cicero in ein kurfürstlich-brandenburgisches Amt umgewandelt wurde. Dieses wurde im Verlauf des 17. Jahrhunderts zum Kreis Teltow geschlagen. Im Zuge der Kreisreform von 1952 in der DDR wurde der Kreis Teltow aufgelöst; Christinendorf kam zum Kreis Zossen (1990 bis 1993 Landkreis Zossen). Nach der Wende wurden 1992 zur Verwaltung der vielen kleinen Gemeinden Ämter eingerichtet. Christinendorf schloss sich mit den Gemeinden Blankensee, Glau, Großbeuthen, Klein Schulzendorf, Kliestow, Lüdersdorf, Märkisch Wilmersdorf, Schönhagen, Stangenhagen, Thyrow, Wiesenhagen und der Stadt Trebbin zum Amt Trebbin zusammen. Zum 31. Dezember 1997 bildeten die Gemeinden Christinendorf, Groß Beuthen, Märkisch Wilmersdorf und Thyrow die neue Gemeinde Thyrow. Zum 26. Oktober 2003 wurden die Gemeinden Lüdersdorf, Schönhagen und Thyrow per Gesetz in die Stadt Trebbin eingegliedert, das Amt Trebbin aufgelöst, und die Stadt Trebbin wurde amtsfrei. Die Gemeinde Thyrow erhob 2004 vor dem brandenburgischen Verfassungsgericht kommunale Verfassungsbeschwerde gegen ihre gesetzlich verordnete Eingliederung in die Stadt Trebbin, die jedoch zurückgewiesen wurde.

## Heutiges Leben
Der Ort ist geprägt durch viele Bauerngehöfte. 1876 gab es in Christinendorf 56 Haushaltungen. Diese setzen sich zusammen aus zehn Bauernfamilien, acht Halbbauernfamilien, 32 Büdnerfamilien, vier Einliegerfamilien, einer Predigerfamilie und einer Lehrerfamilie. Heute sind die großen Gehöfte mit riesigen Scheunen und Ställen schwer instand zu halten. Durch gemeinsamen Einsatz der Bewohner von „C-Dorf“ werden der Kindergarten, der Jugendclub, die Freiwillige Feuerwehr und das Gemeindezentrum, das in der ehemaligen Dorfschule untergebracht ist, erhalten.
Das heutige Leben wird vor allem durch die Freiwillige Feuerwehr und durch die Fröhlichen Sänger aus Christinendorf, einen gemischten Chor, der in der Region bekannt ist, gestaltet.

## Kirche

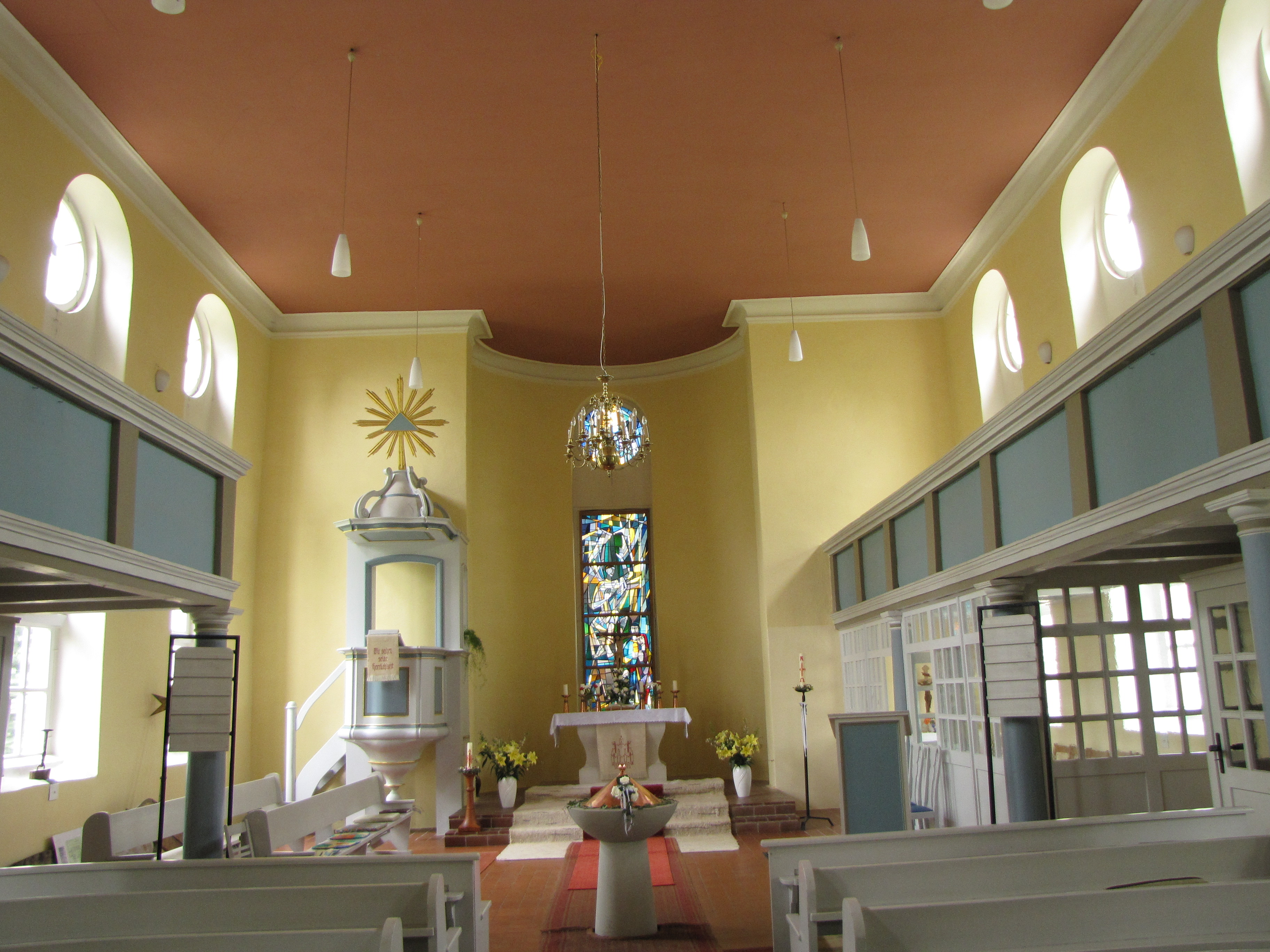
Dorfkirche Christinendorf, Innenraum, Blick nach Osten

Die Dorfkirche Christinendorf ist ein barocker Putzbau aus dem Jahre 1754 mit einer Remler-Orgel von 1877. Im Innenraum befinden sich eine Hufeisenempore, der Kanzelkorb und der Schalldeckel eines barocken Kanzelaltars und ein Kruzifix aus dem späten 15. Jahrhundert. In direkter Nachbarschaft befindet sich das Pfarrhaus.